# 皮科山 (月球)

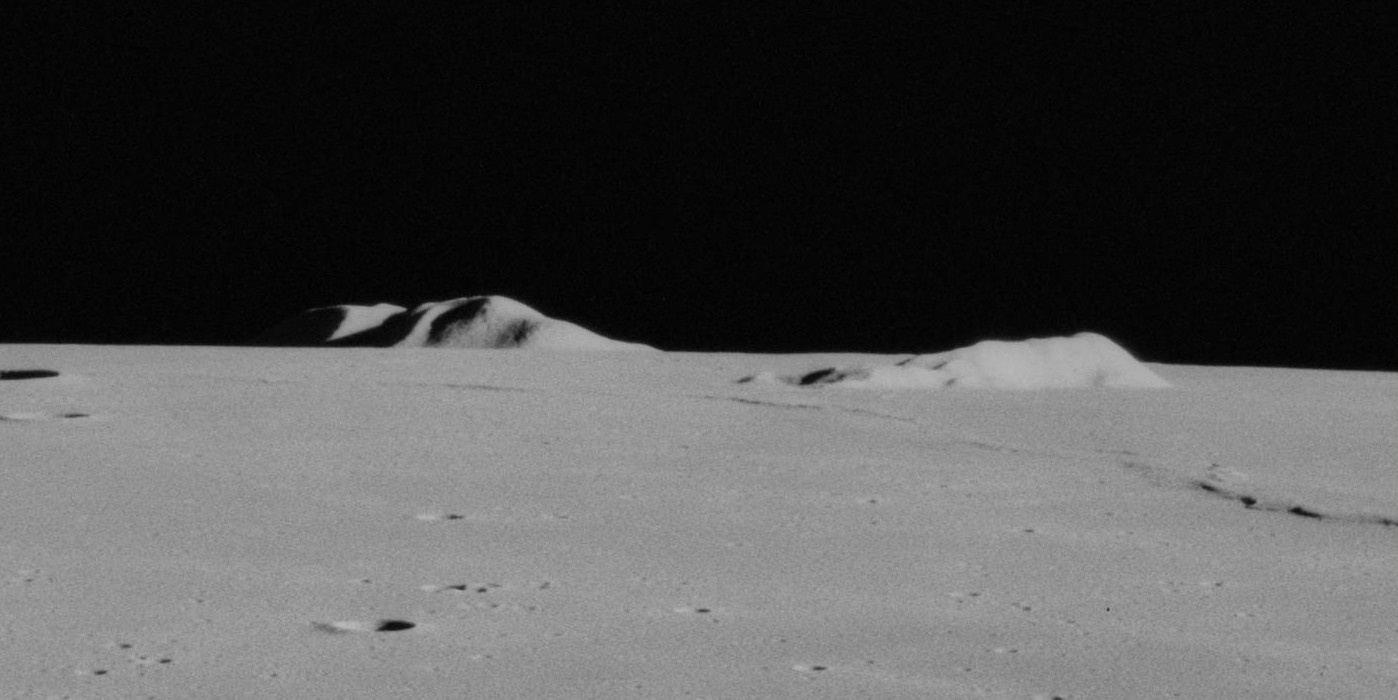
阿波罗15号拍摄的皮科山（左）和无名山（右）斜视视）

皮科山（英語：Mons Pico）是雨海盆地北部一座孤独的月球山脉，位于幽暗的柏拉图坑南面，实际上它是雨海盆地内环的残存部分。该环往西北连接了特内里费山脉和直列山脉，西南可能连接斯匹次卑尔根山脉。这山丘最有可能是施罗特所命名的"皮科·冯·特内里费"（"Pico von Teneriffe"，即泰德峰）。
皮科山的月面座标为北纬45.7°、西经8.9°，呈西北-东南走向，山体长25公里、宽15公里，峰高只有2.4公里，相当于特内里费山脉的最大海拔高度。由于它孤独地矗立在月海中，因此，每当阳光低照时，所投下的山影十分惹人注目。
皮科山的东南有一座无名山丘，这一区域的月海中也分布着一些突出的褶皱山脊。

## 卫星陨石坑
按惯例，最靠近皮科山的卫星坑，将在月图上通过在其中心点旁放置一字母而标示出来。
| 皮科 | 纬度    | 经度    | 直径    |
| ---- | ------- | ------- | ------- |
| B    | 46.5° N | 15.3° W | 12 公里 |
| C    | 47.2° N | 6.6° W  | 5 公里  |
| D    | 43.4° N | 11.3° W | 7 公里  |
| E    | 43.0° N | 10.3° W | 9 公里  |
| F    | 42.2° N | 10.2° W | 4 公里  |
| G    | 46.6° N | 10.4° W | 4 公里  |
| K    | 44.6° N | 7.5° W  | 3 公里  |

## 通俗文学
1957年"休·沃尔特斯"(Hugh Walters)的科幻小说《伍默拉升空》(Blast Off at Woomera)中，皮科山附近出现了奇异物体，他们未来的命运将中后续系列小说《皮科山中的穹丘》和《哥伦布行动》中进一步展开。
皮科山是亚瑟·查理斯·克拉克撰写的小说-《地光》(Earthlight)中太空战斗最激烈的地方，并在他的长篇小说《3001太空漫游》(3001: The Final Odyssey)和短篇小说《哨兵》(其中主角威尔逊提到要爬上去)中均提及过。

## 另请参阅
- 月球山脉
- 月球山脉高度列表